# Godeliève Mukasarasi
Godeliève Mukasarasi, née en 1956, est une travailleuse sociale rwandaise, qui a aidé les personnes ayant subi des traumatismes et des violences sexuelles pendant le génocide.

## Éléments biographiques
Godeliève Mukasarasi est née en 1956 à Gitarama, dans le district de Muhanga, où elle travaille en tant que travailleuse sociale. Elle est Hutu, son mari est Tutsi,. À la suite du génocide de 1994, elle fonde un groupe appelé SEVOTA, pour aider et soutenir les femmes veuves et les orphelins. L'organisation met l'accent sur la création d'espaces sûrs pour dialoguer entre survivants et pour proposer des activités pour les enfants,. Godeliève Mukasarasi croit à la reconstruction par la parole, et est persuadée de la nécessité d'aider les femmes violées à s'exprimer, à échanger, à confier leurs sentiments pour mieux vivre avec leurs enfants, fruits de la violence qui leur a été faite et rejetés par leur communauté. Ces femmes ont été quelquefois mutilées et ont pour partie été volontairement contaminées du virus du sida par leurs agresseurs,.
En octobre 1996, elle reçoit le Prix de la créativité des femmes en milieu rural de la Fondation du Sommet mondial des femmes (WWSF : Women's World Summit Foundation) à Genève. En décembre 1996, son mari, Emmanuel Rudasingwa, et sa fille sont tués par une bande armée. Dans son témoignage aux enquêteurs, elle attribue l'attaque à des Hutus récemment revenus du Zaïre, en représailles aux conversations de son mari avec les représentants du Tribunal pénal international pour le Rwanda.
Elle reçoit le prix de la liberté John Humphrey 2004. Un documentaire est réalisé sur elle et sur l'action de son ONG, SEVOTA, par André Versaille et Benoît Dervaux, chef opérateur de Luc Dardenne : Rwanda, la vie après - Paroles de mères. Ce documentaire a reçu le prix du public au 28e festival international des programmes audiovisuels de Biarritz (FIPA), et est diffusé par Arte quelques années plus tard,. Le témoignage des femmes et des enfants accueillis par SEVOTA a inspiré également un spectacle de Dorothée Munyaneza, Unwanted.
Le 28 mars 2018, elle reçoit le prix international de la femme de courage.